# Изабел Гулар
Изабел Гулар (Maria Izabel Goulart Dourado) е бразилски модел. В модните среди е известна като един от „Ангелите на Викториас сикрет“ (Victoria's secret) от 2005 до 2008 година. Позната е и от съвместната ѝ работа с Armani Exchange.

## Биография
Изабел е родена на 23 октомври 1984 година в Сао Карлос, Сао Пауло, Бразилия. Тя е от италиански произход и има четирима братя и една сестра. Докато пазарува с майка си, фризьор ѝ предлага идеята да стане модел. Изабел се мести в столицата Сао Пауло и започва кариерата си на модел. 
Тя е дефилирала за дизайнери като Bill Blass, Balenciaga, Bottega Veneta, Оскар де ла Рента, Валентино, Jil Sander, Chanel, Майкъл Корс, Ралф Лорън и Стела Маккартни, и много други. Гулар също моделира за H & M, Express, Neiman Marcus, Missoni и Dsquared.
Тя се появява за първи път в Victoria's Secret Fashion Show през 2005 година, тя е включена като ангел. Въпреки че тя вече не е ангел, Изабел влезе в дефилетата за 2008, 2009, 2010, 2011, 2012 и 2013 на популярното шоу.